# Феодосий (Минтенко)
Епи́скоп Феодосий (в миру Василий Николаевич Минтенко; род. 17 августа 1971, с. Великий Кучуров, Сторожинецкий район, Черновицкая область, Украинская ССР) — архиерей Украинской православной церкви (Московского патриархата), епископ Городищенский, викарий Шепетовской епархии.
Тезоименитство — 3 (16) мая (память преподобного Феодосия, игумена Киево-Печерского).

## Биография
Родился 17 августа 1971 года в селе Великий Кучуров, Сторожинецкого района, Черновицкой области, в Украинской ССР.
В 1988 году окончил среднюю школу. В течение 1988—1990 годов учился в кооперативном техникуме. По окончании получил диплом товароведа. С 1990 по 1992 год проходил срочную службу в Вооружённых силах Украины.
С 1992 по 1997 год учился в Киевском государственном торгово-экономическом университете. По окончании получил диплом специалиста «Экономист-предприниматель».
В 1997—2002 годы работал в городском потребительском обществе г. Черновцы в должности товароведа. Посещал Кафедральный собор г. Черновцы, где нес клиросное послушание.
В 2002 году по благословению митрополита Черновицкого и Буковинского Онуфрия (Березовского) был зачислен в братию Иоанно-Богословского Крещатинского мужского монастыря в селе Крещатик Заставновского района Черновицкой области. В 2003 году пострижен в монашество с именем Феодосий в честь преподобного Феодосия Киево-Печерского наместником монастыря архимандритом Евсевием (Дудкой).
В 2004 году митрополитом Черновицким и Буковинским Онуфрием (Березовским) был рукоположён в сан иеродиакона, в этом же году рукоположён в сан иеромонаха.
С 2004 по 2010 год учился в Черновицком православном богословском институте, после окончания получил диплом магистра богословия.
В 2016 году по благословению Митрополита Киевского и всея Украины Онуфрия был переведён из Иоанно-Богословского Крещатинского монастыря в клир Шепетовской епархии.
27 мая 2017 года решением Священного Синода УПЦ был назначен наместником Рождества Богородицы мужского монастыря в селе Городище Шепетовского района.

### Архиерейство
12 мая 2022 года решением Священного синода Украинской православной церкви был избран епископом Городищенским, викарием Шепетовской епархии.
16 мая 2022 в храме преподобного Агапита Печерского в Киево-Печерской лавре состоялась его епископская хиротония, которую совершили митрополит Киевский и всея Украины Онуфрий (Березовский), митрополит Вышгородский и Чернобыльский Павел (Лебедь), митрополит Бориспольский и Броварской Антоний (Паканич),
митрополит Нежинский и Прилукский Климент (Вечеря), митрополит Винницкий и Барский Варсонофий (Столяр), архиепископ Бучанский Пантелеимон (Бащук), архиепископ Фастовский Дамиан (Давыдов), архиепископ Шепетовский и Славутский Евсевий (Дудка), епископ Барышевский Виктор (Коцаба), епископ Белогородский Сильвестр (Стойчев), епископ Вишневский Спиридон (Романов), епископ Ирпенский Лавр (Березовский), епископ Бородянский Марк (Андрюк), епископ Бышевский Кирилл (Билан).